# Mark S. Geston
Mark Symington Geston (geboren am 20. Juni 1946 in Atlantic City, New Jersey) ist ein amerikanischer Science-Fiction-Autor.

## Leben
Geston ist der Sohn von John C. Geston und Mary, geborene Symington. Beide Eltern waren Lehrer. Nach dem Besuch der Abington High School in Abington, Massachusetts studierte er Geschichte am Kenyon College in Gambier, Ohio, wo er 1968 einen Bachelor machte und Mitglied von Phi Beta Kappa war. Anschließend studierte er mit einer Root-Tilden Scholarship Rechtswissenschaften an der New York University School of Law, wo er 1971 den Grad eines Juris Doctor erwarb. Seither arbeitete er hauptberuflich als Anwalt in Boise, Idaho.
Seinen ersten 1967 erschienenen Roman Lords of the Starship schrieb er, als er noch Student war. Er handelt vom Bau eines gewaltigen Raumschiffs auf der zerstörten Erde in einer fernen Zukunft. Es stellt sich heraus, dass das Projekt ein Schwindel ist und alles endet in Auflösung und Zerstörung. Der 1969 erschienene zweite Roman Out of the Mouth of the Dragon ist in derselben fiktiven Welt angesiedelt. In den folgenden Jahren schrieb Geston zwei weitere Romane, The Day Star (1972) und The Siege of Wonder (1976), um dann für längere Zeit zu verstummen. Erst in den 1990er Jahren erschienen zwei Kurzgeschichten und der Roman Mirror to the Sky (1992), der von außerirdischen, die menschlichen Betrachter zutiefst verstörenden Artefakten handelt.
Die ersten drei Romane Gestons wurden auch ins Deutsche übersetzt.
Eine erste, 1971 geschlossene Ehe wurde 1972 geschieden. 1976 heiratete er erneut. Geston hat zwei Töchter und einen Sohn.

## Bibliographie
Romane
- Lords of the Starship (1967) 
  - Deutsch: Das Sternenschiff. Heyne SF&F #3419, 1974, ISBN 3-453-30309-1.
- Out of the Mouth of the Dragon (1969) 
  - Deutsch: Die Ruinenwelt. Heyne SF&F #3423, 1974, ISBN 3-453-30313-X.
- The Day Star (1972)
  - Deutsch: Der Stern der Hoffnung. Heyne SF&F #3428, 1975, ISBN 3-453-30318-0.
- The Siege of Wonder (1976)
- Deutsche Sammelausgabe: Das Schiff : 3 Romane in einem Band. Heyne SF&F #4515, 1988, ISBN 3-453-02770-1 (enthält Das Sternenschiff, Die Ruinenwelt, Der Stern der Hoffnung).
- Mirror to the Sky (1992)
- The Books of the Wars (2009, Sammelausgabe, enthält Lords of the Starship, Out of the Mouth of the Dragon, The Siege of Wonder)

Kurzgeschichten
- The Stronghold (1974)
- Falconer (1993)
- The Allies (1998)